# 濁軟腭邊塞擦音
濁軟腭邊塞擦音（Voiced velar lateral affricate）是一種輔音，使用於一些口語中。用於表示此音的國際音標（IPA）是ɡʟ̝。

## 特徵
濁軟腭邊塞擦音的特徵包括：
- 調音方法屬於塞擦音，調音時先阻礙空氣在聲腔流動，再形成狹窄通道讓氣流通過發生湍流來調音。

- 調音部位是軟腭，即以舌根部位抵住軟腭。

- 發聲類型是濁音，意味着發音時聲帶顫動。

- 本輔音是口腔輔音（口音），表示調音時空氣只從口裡流出。
- 調音方法是邊音，氣流從舌兩側流過，而不從中部流過。
- 氣流機制是肺部氣流，即由肺與橫膈膜驱动空气。

## 出現於
此音出現於緬彝語群的拉餘語，以及马来－波利尼西亚语族的希烏語。

## 外部鏈結
- 在PHOIBLE上搜尋含有[ɡʟ̝]的語言